# مارك مكاريك
مارك مكاريك (بالإنجليزية: Mark McCarrick)‏ هو لاعب كرة قدم بريطاني في مركز ظهير ‏، ولد في 4 فبراير 1962 في ليفربول في المملكة المتحدة. لعب مع بانغور سيتي وبرمنغهام سيتي ونادي ألترينتشام ونادي ترانمير روفرز ونادي رانكورن هالتون ونادي كرو ألكساندرا ونادي لينكولن سيتي ونادي ويتون ألبيون ونورثويتش فيكتوريا ووست بروميتش ألبيون.